# Comissão da Verdade e da Reconciliação (Libéria)
A Comissão da Verdade e da Reconciliação da Libéria (em inglês:  Truth and Reconciliation Commission, TRC) é uma organização promulgada pelo Parlamento, criada em maio de 2005 sob o Governo de Transição. A Comissão trabalhou durante o primeiro mandato de Ellen Johnson Sirleaf após sua eleição como Presidente da Libéria em novembro de 2005. A Comissão da Verdade e da Reconciliação da Libéria chegou a uma conclusão em 2010, apresentando um relatório final e recomendando ações relevantes por autoridades nacionais para garantir responsabilidade e reparações.

## Criação e mandato
O mandato da Comissão da Verdade e da Reconciliação liberiana deveria "promover a paz, a segurança, a unidade e a reconciliação nacionais" investigando mais de vinte anos de conflito civil no país e relatar graves violações de direitos humanos que ocorreram na Libéria entre janeiro de 1979 e 14 de outubro de 2003. As "violações" são definidas como violações dos padrões internacionais de direitos humanos, crimes contra a humanidade, crimes de guerra e quaisquer violações das Convenções de Genebra.
O objetivo da comissão liberiana era dissipar falsificações e equívocos do passado desenvolvimento socioeconômico e político do país. A Comissão da Verdade e da Reconciliação também se esforçou para fornecer um fórum para abordar questões de impunidade e permitir que vítimas e perpetradores de violações de direitos humanos compartilhem suas experiências, criando assim uma imagem clara do passado e facilitando a cura e a reconciliação genuínas. Para este fim, a comissão obteve total independência do governo liberiano, para evitar possíveis preconceitos entre os comissários e outros funcionários da comissão.
A Comissão da Verdade e da Reconciliação recebeu plenos poderes para investigar graves violações de direitos humanos e abusos sistemáticos de poder na Libéria e, quando possível, identificar indivíduos ou grupos que perpetraram essas violações e garantir a responsabilização. O governo liberiano tomou medidas abrangentes para permitir que a comissão reunisse informações e criasse um relatório final completo. Ao contrário da Comissão da Verdade e da Reconciliação da África do Sul, a comissão liberiana só tinha a capacidade de recomendar candidatos à anistia ao governo liberiano. A comissão liberiana também poderia fazer sugestões ao governo liberiano em relação à reparação e reabilitação das vítimas; reformas legais, institucionais ou outras; a necessidade de mais investigações e inquéritos sobre determinados assuntos; e a necessidade de instaurar processos em casos particulares.